# Arcidiocesi di Aparecida
L'arcidiocesi di Aparecida (in latino Archidioecesis Apparitiopolitana) è una sede metropolitana della Chiesa cattolica in Brasile. Nel 2023 contava 159.320 battezzati su 200.015 abitanti. È retta dall'arcivescovo Orlando Brandes.

## Territorio

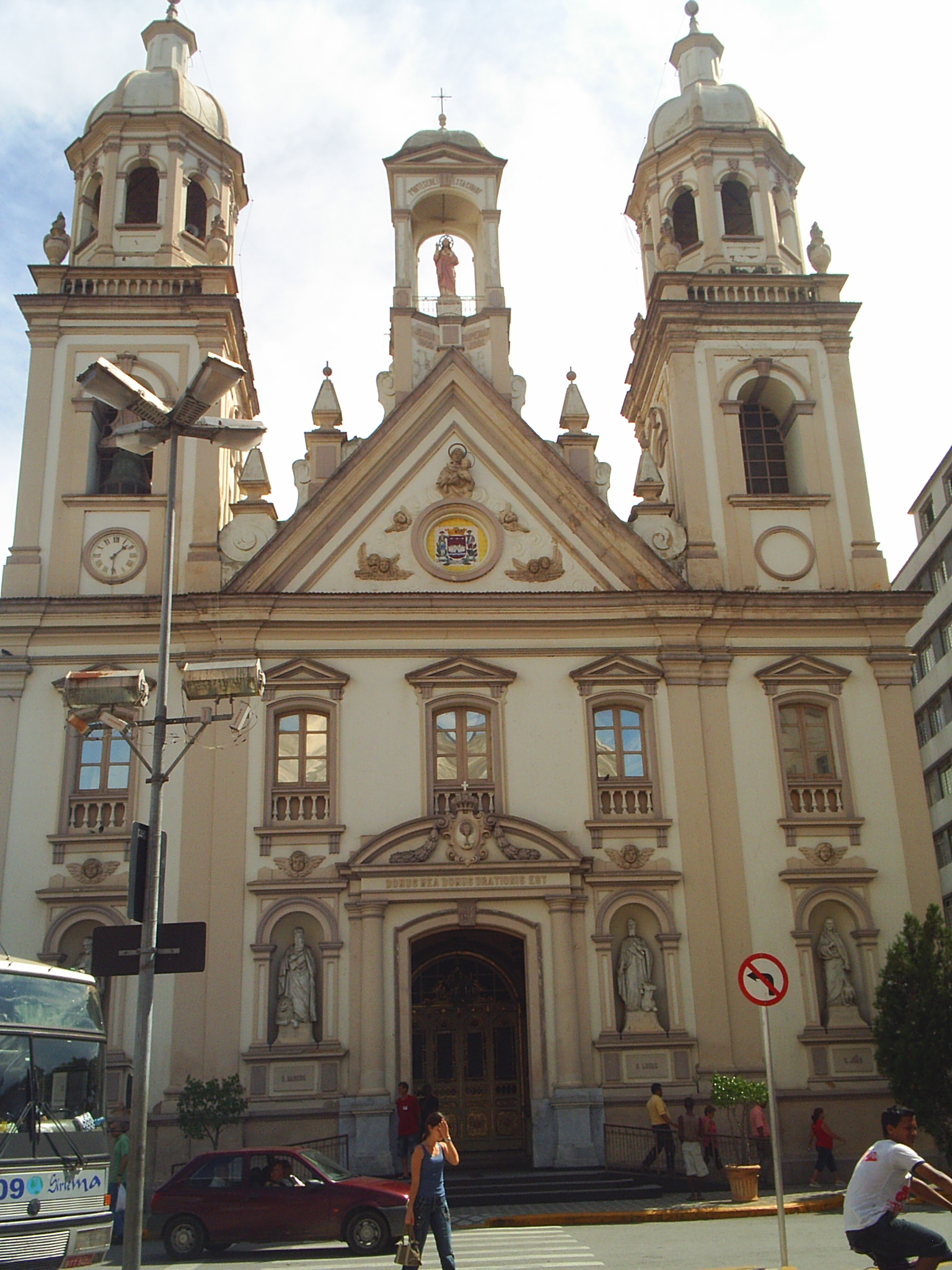
L'ex cattedrale di Sant'Antonio a Guaratinguetá.

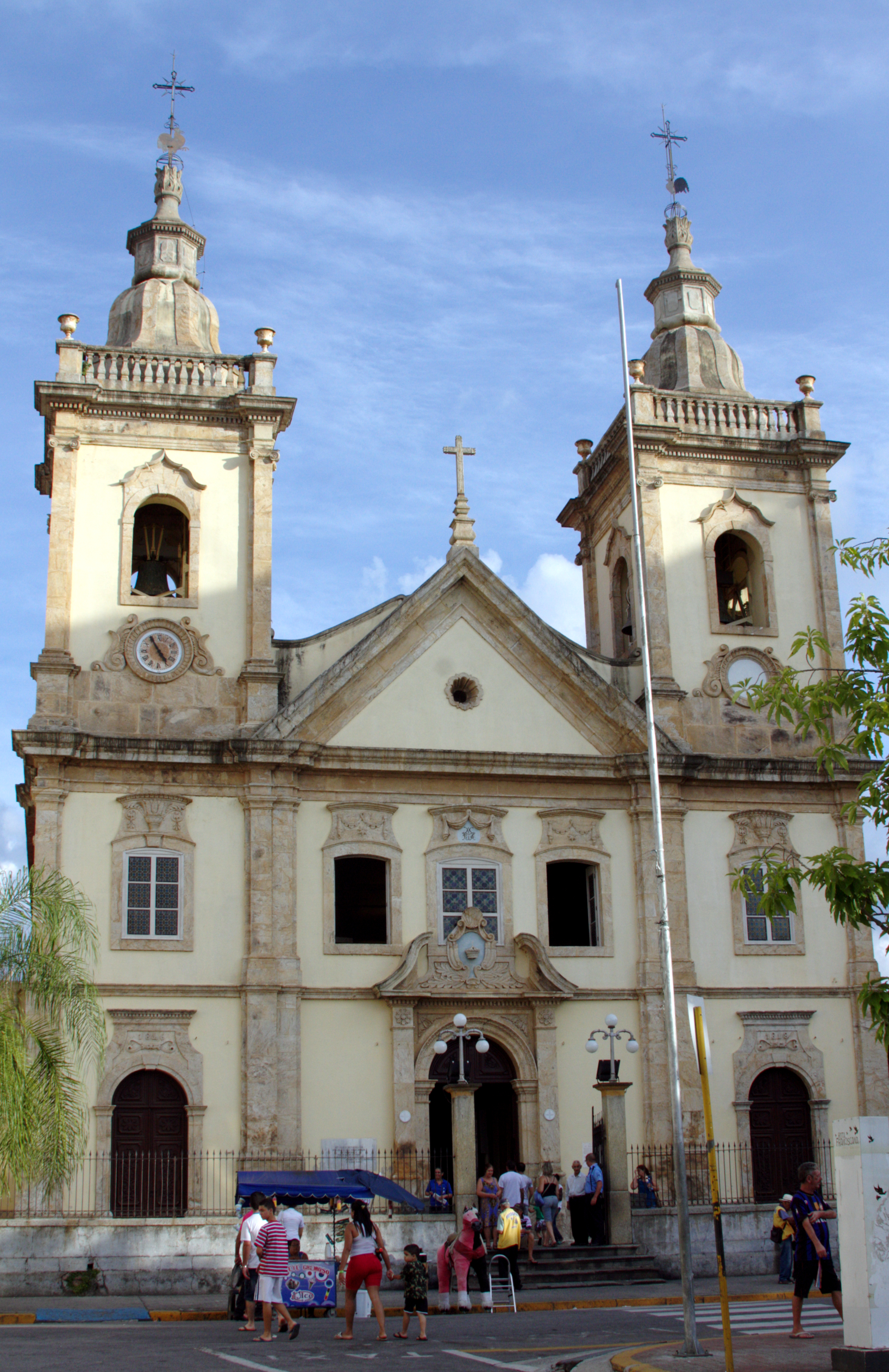
L'antica basilica di Nostra Signora Aparecida.

L'arcidiocesi comprende 5 comuni dello stato brasiliano di San Paolo: Aparecida, Guaratinguetá, Lagoinha, Potim e Roseira.
Sede arcivescovile è la città di Aparecida, dove si trova la basilica di Nostra Signora di Aparecida, il più importante santuario mariano del Brasile. Dal 22 ottobre 2016 il santuario è la nuova cattedrale dell'arcidiocesi, in sostituzione della chiesa di Sant'Antonio, che sorge a Guaratinguetá. Il precedente santuario di Nossa Senhora Aparecida è stato elevato al rango di basilica minore da papa Giovanni Paolo II nel 1981.
Il territorio si estende su una superficie 1.303 km² ed è suddiviso in 19 parrocchie.

### Provincia ecclesiastica
La provincia ecclesiastica di Aparecida, istituita nel 1958, comprende 4 suffraganee:
- diocesi di Caraguatatuba
- diocesi di Lorena
- diocesi di São José dos Campos
- diocesi di Taubaté

## Storia
L'arcidiocesi è stata eretta il 19 aprile 1958 con la bolla Sacrorum Antistitum di papa Pio XII, ricavandone il territorio dall'arcidiocesi di San Paolo e dalla diocesi di Taubaté.
Il santuario di Aparecida è stato visitato da tre papi: Giovanni Paolo II nel 1980, Benedetto XVI nel 2007, in occasione della V assemblea plenaria del Consiglio episcopale latinoamericano, che si è svolta ad Aparecida dal 13 al 31 maggio, e Francesco nel 2013.

## Cronotassi dei vescovi
Si omettono i periodi di sede vacante non superiori ai 2 anni o non storicamente accertati.
- Carlos Carmelo de Vasconcelos Motta † (19 aprile 1958 - 18 aprile 1964 nominato arcivescovo) (amministratore apostolico)

- Carlos Carmelo de Vasconcelos Motta † (18 aprile 1964 - 18 settembre 1982 deceduto)
- Geraldo María de Morais Penido † (18 settembre 1982 succeduto - 12 luglio 1995 ritirato)
- Aloísio Leo Arlindo Lorscheider, O.F.M. † (24 maggio 1995 - 28 gennaio 2004 ritirato)
- Raymundo Damasceno Assis (28 gennaio 2004 - 16 novembre 2016 ritirato)
- Orlando Brandes, dal 16 novembre 2016

## Statistiche
L'arcidiocesi nel 2023 su una popolazione di 200.015 persone contava 159.320 battezzati, corrispondenti al 79,7% del totale.
| anno | popolazione | popolazione | popolazione | presbiteri | presbiteri | presbiteri | presbiteri                | diaconi | religiosi | religiosi | parrocchie |
| anno | battezzati  | totale      | %           | numero     | secolari   | regolari   | battezzati per presbitero | diaconi | uomini    | donne     | parrocchie |
| ---- | ----------- | ----------- | ----------- | ---------- | ---------- | ---------- | ------------------------- | ------- | --------- | --------- | ---------- |
| 1959 | 66.000      | 72.000      | 91,7        | 57         | 6          | 51         | 1.157                     |         | 76        | 91        | 5          |
| 1966 | 71.200      | 75.900      | 93,8        | 53         | 5          | 48         | 1.343                     |         | 75        | 122       | 6          |
| 1970 | 100.674     | 106.544     | 94,5        | 57         | 4          | 53         | 1.766                     |         | 80        | 170       | 6          |
| 1976 | 108.759     | 116.525     | 93,3        | 75         | 4          | 71         | 1.450                     |         | 175       | 148       | 7          |
| 1980 | 116.000     | 126.000     | 92,1        | 79         | 5          | 74         | 1.468                     |         | 123       | 120       | 9          |
| 1990 | 170.870     | 186.940     | 91,4        | 68         | 13         | 55         | 2.512                     |         | 143       | 144       | 8          |
| 1999 | 193.700     | 212.000     | 91,4        | 84         | 23         | 61         | 2.305                     | 2       | 110       | 135       | 15         |
| 2000 | 190.000     | 220.000     | 86,4        | 97         | 19         | 78         | 1.958                     | 2       | 123       | 163       | 15         |
| 2001 | 190.000     | 220.000     | 86,4        | 91         | 24         | 67         | 2.087                     | 2       | 103       | 176       | 15         |
| 2002 | 198.000     | 220.000     | 90,0        | 94         | 21         | 73         | 2.106                     | 2       | 118       | 183       | 15         |
| 2003 | 151.470     | 168.300     | 90,0        | 89         | 20         | 69         | 1.701                     | 2       | 111       | 173       | 15         |
| 2004 | 83.013      | 180.000     | 46,1        | 90         | 21         | 69         | 922                       | 2       | 119       | 177       | 16         |
| 2006 | 85.200      | 184.600     | 46,2        | 94         | 22         | 72         | 906                       | 2       | 124       | 159       | 17         |
| 2011 | 167.800     | 198.000     | 84,7        | 102        | 26         | 76         | 1.645                     | 2       | 175       | 188       | 18         |
| 2012 | 169.300     | 200.000     | 84,7        | 99         | 26         | 73         | 1.710                     | 2       | 125       | 186       | 18         |
| 2015 | 160.091     | 191.763     | 83,5        | 105        | 26         | 79         | 1.524                     | 2       | 117       | 191       | 18         |
| 2018 | 164.040     | 195.511     | 83,9        | 147        | 26         | 121        | 1.115                     | 2       | 160       | 188       | 18         |
| 2020 | 166.000     | 198.206     | 83,8        | 117        | 26         | 91         | 1.418                     | 2       | 146       | 196       | 18         |
| 2022 | 168.387     | 200.766     | 83,9        | 98         | 28         | 70         | 1.718                     | 2       | 102       | 206       | 18         |
| 2023 | 159.320     | 200.015     | 79,7        | 102        | 32         | 70         | 1.561                     | 2       | 102       | 190       | 19         |